# Jan z Boha
Svatý Jan z Boha, vlastním jménem João Cidade (8. března 1495 – 8. března 1550), byl portugalský světec a ošetřovatel nemocných působící ve Španělsku. Z družiny jeho následovníků vznikl řád milosrdných bratří, který Jana z Boha považuje za svého zakladatele.

## Životopis
Narodil se roku 1495 v Montemor-o-Novo v Portugalsku. Vyrůstal v prosté a zbožné rodině, ale v osmi letech se v domě jeho rodiny objevil neznámý cizinec. Janovi rodiče jej pohostinně přijali, ale cizinec chlapce přemluvil k útěku z domova, podle jiné verze jej přímo unesl. Opuštěný chlapec se dostal do Španělska, ve městě Oropese žil jako žebrák a bezdomovec, až se nad ním slitoval statkář Francisco Mayoral a přijal ho jako pasáčka ovcí. Francisco si chlapce oblíbil, naučil ho číst a psát a nakonec ho zasnoubil s vlastní dcerou. Nedlouho před plánovanou svatbou ale nevyrovnaný, vnitřně rozháraný Jan z Bayoralova statku utekl a několik následujících let prožil jako tulák bez domova.

### Hledání
Roku 1521 se stal žoldnéřem a bojoval ve španělské armádě nejprve proti Francouzům, například v bitvě u Fuenterrabia pod velením Fernanda Álvareze de Toledo y Zúñiga. Po skončení bitvy měl za úkol hlídat kořist, která však byla rozkradena. Jan byl za zanedbání povinností odsouzen k smrti zastřelením, ale tolerantní velitel mu nakonec trest prominul. Roku 1529 se účastnil obrany Vídně, obléhané tureckými vojsky sultána Sulejmana. Během vojenské služby žil nevázaným životem, propadl alkoholu a zcela se zřekl víry. Po osmnácti letech vojenského života se Jan vrátil do Portugalska, kde se setkal se svým strýcem. Od něho se dozvěděl, že jeho matka zemřela a ovdovělý otec vstoupil do františkánského řádu. To v Janovi probudilo zájem o náboženství. Posléze však odešel do Andalusie, kde živořil jako pastýř ovcí.
Posléze se dal zaměstnat jako zedník na stavbě pevnosti Ceuta v Maroku, byl starý mládenec, neuvažoval o svatbě, ale chtěl si zajistit živobytí. Z našetřených peněz si koupil v Granadě domek a začal podnikat jako knihkupec.

### Obrácení
Roku 1537 Jan vyslechl kázání sv. Jana z Avily a prožil hlubokou vnitřní proměnu. Svůj dosavadní život náhle vnímal jako sérii zlých činů a psychicky se zhroutil. Běhal bezcílně ulicemi Granady, rval si vlasy a strhával ze sebe oděv, knihy ze svého krámku vyházel na ulici. Jako domnělý šílenec byl zatčen a odvezen do špitálu, kde ho drželi v řetězech, trápili hladem, bitím a pálením. Když tímto způsobem poznal drastické léčebné metody středověku, rozhodl se po zbytek života pomáhat nemocným.

### Služba nemocným
Roku 1539 vybudoval Jan na vlastní náklady v Granadě dům, kde se staral o nemocné a chudé, léčil pomocí bylin, ošetřoval zraněné a umírající, ke svým pacientům se choval velmi laskavě, povídal si s nimi a společně se s nimi modlil. Dal by se tak pokládat za jistého předchůdce psychoterapeutů. Žil pouze z milodarů a začalo se mu říkat „chudý chudých“. Biskup z Tuy, který si soucitného léčitele velmi vážil a snažil se ho finančně podporovat, ho nazval Janem z Boha. Roku 1548 Jan otevřel další nemocnici v Toledu. Pomáhal nemocným a potřebným ze všech sil. Zavedl nový způsob rozdělování nemocných a to podle jejich onemocnění. Roku 1550 se při záplavách vrhnul do vody, aby zachránil tonoucího, sám však onemocněl zápalem plic a zakrátko zemřel před oltářem v kapličce své nemocnice.
Po Janově smrti jeho následovníci založili řád špitálníků (milosrdných bratří) a Jana prohlásili za zakladatele.
Janův cíl tělesnou službou získat duše ošetřovaných Kristu, se objevuje v řádovém heslu: Per corpus animam – tělem k duši.
Jan z Boha byl svatořečen roku 1690 papežem Alexandrem VIII. a jeho památka se připomíná 8. března.
Svatý Jan z Boha je patronem Granady, nemocných a nemocnic, ošetřovatelů, knihkupců a knihtiskařů.

### Atributy
Ve výtvarném umění bývá Jan z Boha vyobrazen v řádovém hábitu, někdy s granátovým jablkem, do něhož je zabodnutý kříž.